# Benjamin Oliver Davis Sr.
Benjamin Oliver Davis Sr. (ur. 1 lipca 1877 w Waszyngtonie, zm. 26 listopada 1970 w Chicago) – amerykański wojskowy, generał United States Army, pierwszy Afroamerykanin, który osiągnął stopień generalski w amerykańskich siłach zbrojnych.

## Życiorys
W 1898 Benjamin O. Davis porzucił studia na Howard University, by zaciągnąć się w szeregi ochotników podczas wojny amerykańsko-hiszpańskiej. Zdemobilizowany w roku następnym, wstąpił do regularnej armii w stopniu szeregowego. Służył na Filipinach, w 1901 zyskał awans oficerski. Od 1905 roku wykładał taktykę wojskową na Wilberforce University w stanie Ohio. W latach 1909–1912 był attaché wojskowym w ambasadzie Stanów Zjednoczonych w Monrovii.
Po okresie służby garnizonowej w kraju i kolejnych dwóch latach spędzonych w Wilberforce, od 1917 ponownie przebywał na Filipinach. 1 maja 1918 uzyskał tymczasowy awans na podpułkownika (Lieutenant Colonel), formalnie zatwierdzony dopiero 1 lipca 1920. Dziesięć lat później awansował do stopnia pułkownika (Colonel). W tym czasie był wykładowcą taktyki w Wilberforce University oraz Tuskegee Institute w Alabamie. W 1938 otrzymał swoje pierwsze samodzielne dowództwo, nad 369 Regimentem Piechoty Gwardii Narodowej. W październiku 1940, jako pierwszy Afroamerykanin w historii, został tymczasowo promowany do stopnia generalskiego (Brigadier General). Nominacja ta wzbudziła w Stanach Zjednoczonych kontrowersje, była postrzegana jako próba przeciągnięcia Afroamerykanów na stronę Franklina D. Roosevelta w zbliżających się wyborach prezydenckich.
W styczniu 1941 został dowódcą brygady w 2 Dywizji Kawalerii, stacjonującej w Fort Riley. Przeniesiony w stan spoczynku 31 lipca 1941, został następnego dnia przywrócony do aktywnej służby. Od września 1942 przebywał na Europejskim Teatrze Działań Wojennych, jako doradca do spraw problemów rasowych w armii. Po okresie pobytu w Waszyngtonie, powrócił do Europy w 1944. Przeszedł w stan spoczynku 14 lipca 1948. Zmarł w 1970 w Chicago i został pochowany na Cmentarzu Narodowym w Arlington.
W czasie swej służby był odznaczony Brązową Gwiazdą oraz Distinguished Service Medal, a także francuskim Krzyżem Wojennym z Palmą oraz liberyjskim Orderem Gwiazdy Afryki. Otrzymał doktorat honorowy na Atlanta University. Jego syn, Benjamin Oliver Davis Jr., również był wojskowym, pierwszym afroamerykańskim generałem sił powietrznych.